# Bentley S1 Continental
Der Bentley S1 Continental ist ein Oberklassefahrzeug, das von 1955 bis 1959 von Bentley in 431 Exemplaren hergestellt wurde. Der Continental war ein Sondermodell des Bentley S1, das einen sportlichen Anspruch verfolgte. Er löste den R-Type Continental ab, dessen Grundkonzept er aufgriff und weiterentwickelte. Der mit individuellen Karosserien versehene Continental S1 war eines der teuersten Automobile seiner Zeit.

## Entstehungsgeschichte
Die zu Rolls-Royce gehörende Marke Bentley hatte 1952 mit dem R-Type Continental eine sportliche Alternative zu den Standard-Modellen der R-Baureihe vorgestellt, die ganz überwiegend mit einer zweitürigen Fließheck-Karosserie von H. J. Mulliner ausgestattet gewesen war. Im April 1955 ersetzte Bentley den R-Type durch den S1, der nahezu identisch war mit dem Rolls-Royce Silver Cloud I. Beide Modelle verwendeten in der Standardversion eine identische Karosserie; eine äußerliche Individualisierung erfolgte nur durch die markentypische Form der Kühlermaske. Sechs Monate nach der Einführung des neuen S1 legte Bentley eine neue Continental-Baureihe auf, die auf der Technik des Standardmodells beruhte. Wie im Fall des R-Type lieferte Bentley lediglich das fahrbereite Chassis, während die Aufbauten weiterhin von unabhängigen Karosserieherstellern den individuellen Kundenwünschen entsprechend gefertigt wurden. Der Continental war nur als Bentley lieferbar; ein Rolls-Royce-Pendant wurde nicht angeboten.

## Technik
Die Technik des Continental entsprach nahezu vollständig der des serienmäßigen S1. Wie das Standardmodell verwendete auch der Continental S1 einen Leiterrahmen aus Stahl. Der Radstand war mit 3124 mm insgesamt 80 länger als beim R-Type. Als Antrieb diente der bereits aus dem Vorgängermodell bekannte, 4,9 Liter große Sechszylinder-Reihenmotor, der nun auch im Standardmodell verfügbar war. Im Vergleich zum regulären S1 hatte der Motor des Continental allerdings eine höhere Verdichtung, die anfänglich bei 7,5:1 lag und 1957 auf 8,0:1 angehoben wurde. Geändert wurde außerdem das Auspuffsystem. Mit diesen Modifikationen leistete der Motor etwa 178 PS und damit 10 PS mehr als im Serien-S1. Die Kraftübertragung erfolgte über eine Viergang-Automatik; ein handgeschaltetes Vierganggetriebe war alternativ lieferbar. Ab April 1956 konnten die Kunden gegen Aufpreis eine Servolenkung bestellen. Nahezu alle Fahrzeuge, die ab diesem Zeitpunkt das Werk verließen, erhielten eine Lenkhilfe.

## Karosserien
Die Aufbauten für den S1 Continental stellten überwiegend britische Karosseriebauer her. Anders als beim Vorgänger war die Auslieferung des fahrbereiten Chassis nicht zunächst auf H. J. Mulliner beschränkt; vielmehr hatten ab Oktober 1955 alle interessierten Carrossiers Zugriff auf die Fahrgestelle.

### H. J. Mulliner
Das seinerzeit noch selbständige Karosseriebauunternehmen H. J. Mulliner war wie schon im Fall des R-Type Continental der bevorzugte Karosserielieferant. Mulliner kleidete mit 218 Fahrzeugen mehr als die Hälfte aller S1-Continentals ein. Alle H.-J.-Mulliner-Aufbauten für den S1 Continental haben einen aus Aluminiumblechen gefertigte Karosserie, die von einem Stahlgerüst getragen wird. 

#### Sports Saloon

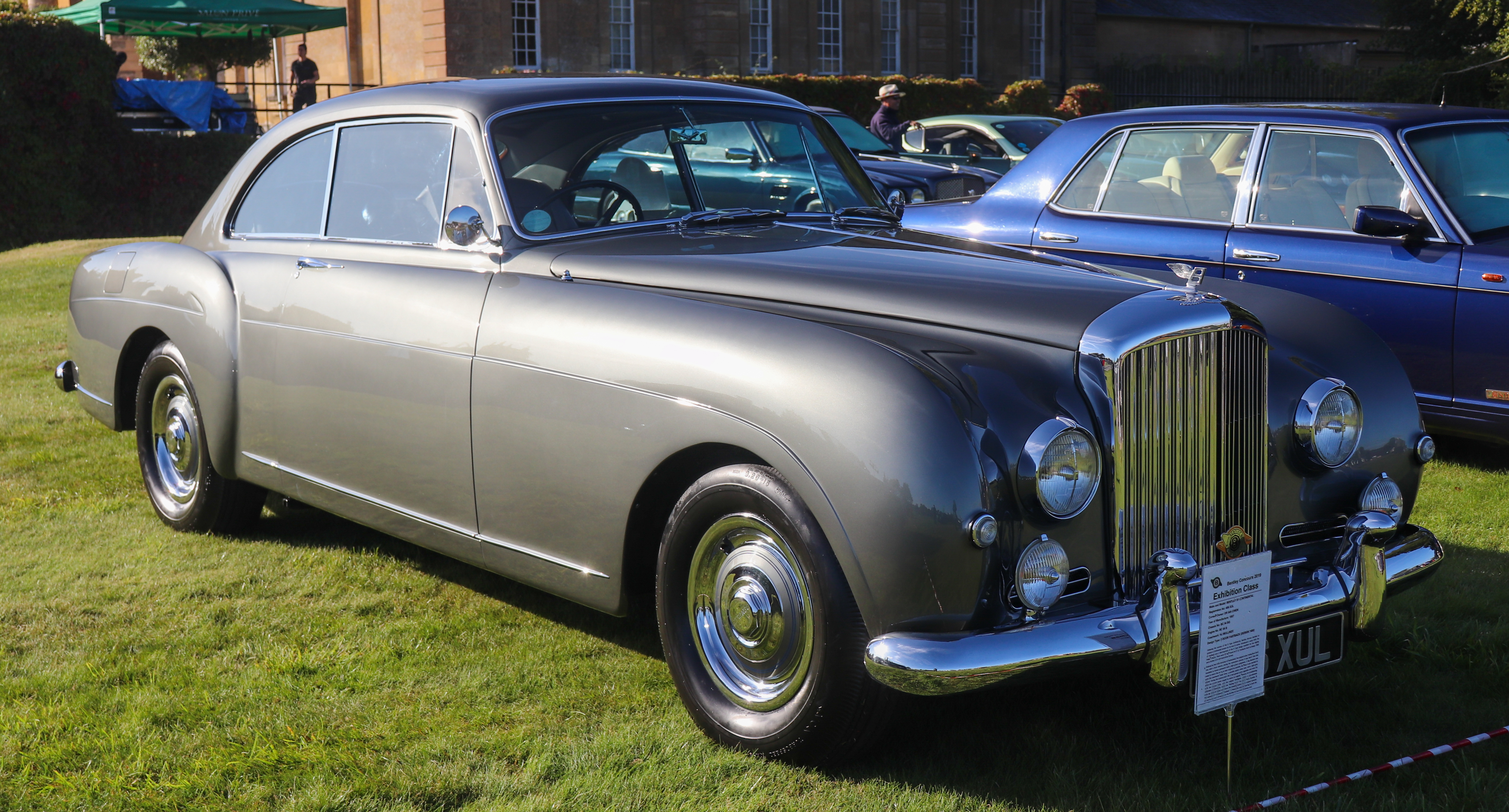
Mulliner-Design 7400: Bentley S1 Continental Sports Saloon

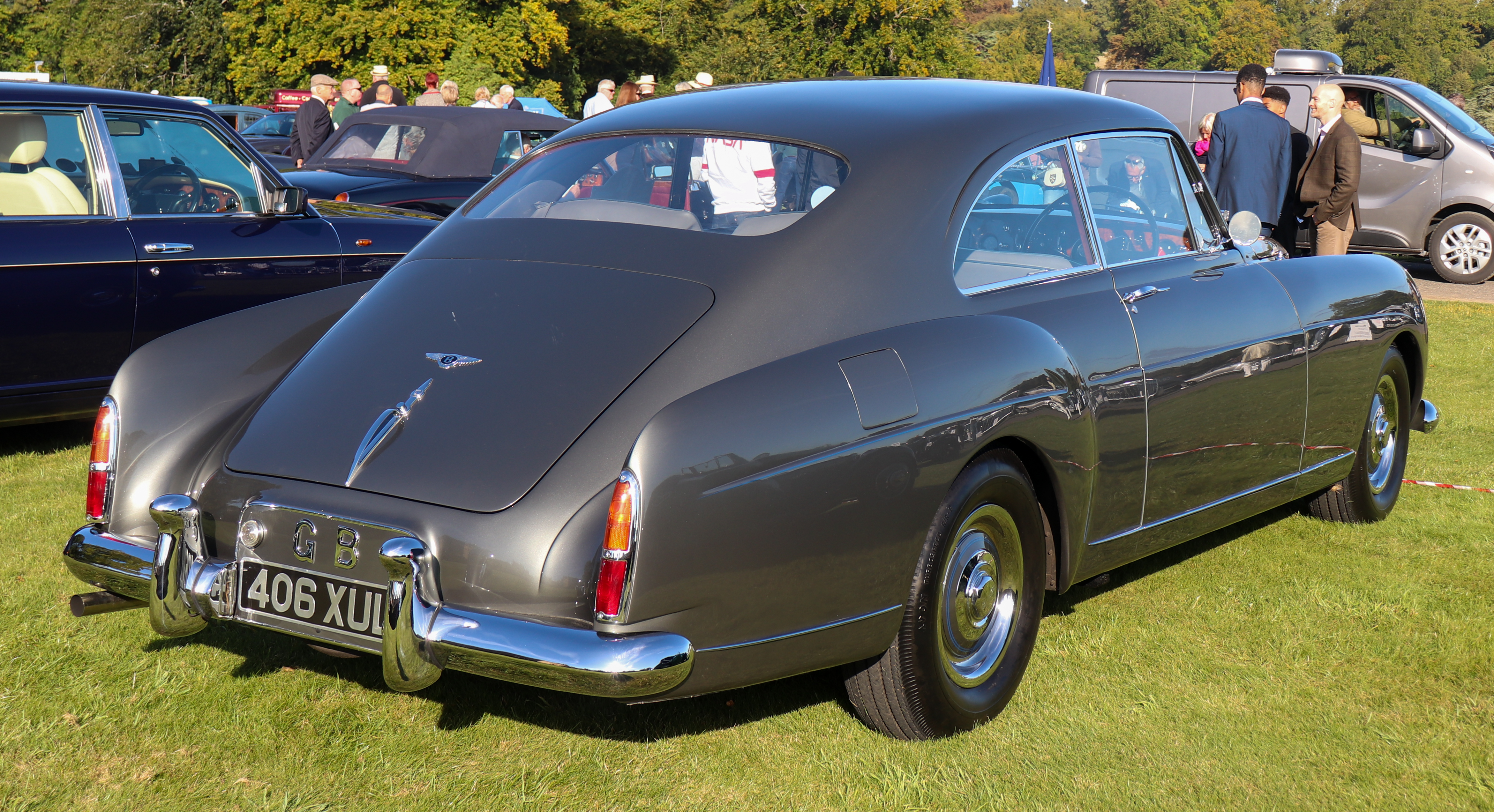
Fließheck des Sports Saloon

Mulliners Fließheckkarosserie war mit 191 Exemplaren die mit Abstand erfolgreichste Version des R-Type Continental gewesen. Für den S1 Continental stellte Mulliner wiederum eine zweitürige Fließheckkarosserie mit der Bezeichnung Sports Saloon bereit, die intern die Designnummer 7400 erhielt. Sie entspricht bis auf wenige Details mit dem für den R-Type Continental entworfenen Aufbau, insbesondere die langgestreckte Dachpartie mit ihrer „einheitlichen, atemberaubend geschwungenen Linie“ von der Windschutzscheibe bis zur hinteren Stoßstange setzt ein zentrales Merkmal des R-Type Continental fort. Ein wesentlicher Unterschied ist die Linie der vorderen Kotflügel: Während sie beim R-Type Continental deutlich ausgeformt sind und zur B-Säule hin leicht abfallen, verlaufen sie beim S1 Continental waagerecht und sind optisch nicht mehr vom Motorraum und von der Fahrgastzelle getrennt. Außerdem sind die hinteren Rückleuchten des S1 Continental einteilig und größer dimensioniert.  Je nach Quelle wurden 119 oder 123 Bentley S1 Continental Sports Saloon nach dem Designmuster 7400 gebaut, ungefähr 20 davon hatten Linkslenkung. In zwei Fällen baute H.J. Mulliner außerdem die Sports-Saloon-Karosserie auf Standard-S1-Chassis. Diese beiden Autos haben ein dreigeteiltes Heckfenster.
1957 wurde der Sports Saloon geringfügig überarbeitet. In Anlehnung an die Gestaltung des neu eingeführten Viertürers Flying Spur wurden die vorderen Standlichter in die Spitzen der Kotflügel verlagert, außerdem bekamen die Radausschnitte eine andere Form. Dieses Design trug bei Mulliner die werksinterne Bezeichnung 7466. In dieser Ausführung entstanden bis 1959 insgesamt 20 Sports Saloons, vier davon mit Linkslenkung.
Der Sports Saloon erreichte eine Geschwindigkeit von 120 Meilen pro Stunde (193 km/h).
Mit der Produktionseinstellung des Bentley S1 Continental endete auch die Fertigung des zweitürigen Sports Saloon. Im Gegensatz zu anderen Karosserieversionen übernahm H.J. Mulliner den Fließheckaufbau nicht für das Nachfolgemodell S2 Continental.

#### Flying Spur

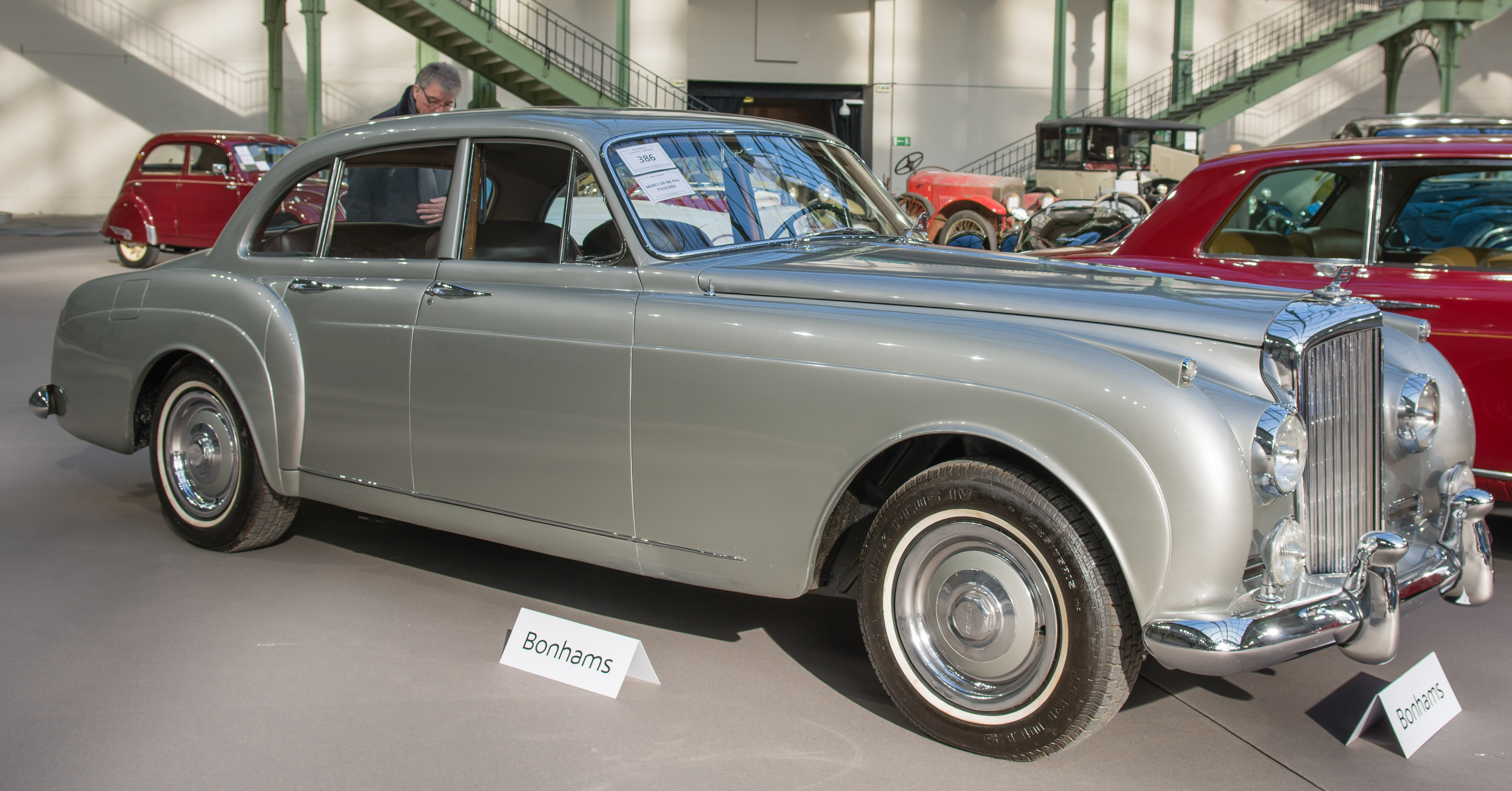
Continental Flying Spur Six-Light Saloon von H.J.Mulliner (hier ein weitgehend baugleicher S2)

Als Ergänzung zum Sports Saloon mit Fließheck fertigte Mulliner ab 1957 auch einen viertürigen Aufbau für den S1 Continental. Die Fahrzeuge erhielten die Bezeichnung Flying Spur (deutsch: Fliegender Sporn). Der Begriff lehnte sich an ein Element aus dem Familienwappen von Arthur Talbot Johnstone an, der seinerzeit Geschäftsführer von H. J. Mulliner war. Der Volkswagen-Konzern belebte die Bezeichnung 2005 wieder für eine sportliche Bentley-Limousine mit VW-Technik.
Der Flying Spur ist eine viertürige Stufenhecklimousine, deren Form George Moseley entworfen hatte. Der Aufbau ist „außerordentlich gut proportioniert“ und wirkt leichter und sportlicher als der schwerfällige Aufbau des Standard-S1. Die Frontpartie bis hin zur Windschutzscheibe entspricht dem Sports Saloon in der Ausführung des Designs 7466. Mulliners Viertürer hat eine niedrigere Dachlinie sowie größere Glaspartien als die S1-Limousine mit Standardaufbau. Die hinteren Türen sind allerdings deutlich knapper geschnitten. Hinsichtlich der Gestaltung der C-Säule sind drei verschiedene Versionen zu unterscheiden:
- Six Light: Die ursprüngliche Version des Flying Spur hat drei Fenster auf jeder Fahrzeugseite und eine schmale C-Säule (Designnummer 7443). Diese Gestaltung lässt den Dachaufbau besonders leicht erscheinen, dessen Ausgewogenheit als „nahezu perfekt“ beschrieben wird. Der Preis für einen Six-Light-Saloon lag 1958 bei 8033 £. Er war damit 2490 £ teurer als der Standard-S1.[9] Von dieser Version baute H.J. Mulliner bis 1959 insgesamt 54[7] oder 55[10] Fahrzeuge.

- Four Light: Ab 1958 war alternativ eine Ausführung mit zwei Seitenfenstern und einer voll verkleideten C-Säule erhältlich (Designnummer 7443B). Sie ermöglichte erhöhte Diskretion für die Passiere im Fahrzeugfond. H.J. Mulliner baute 14 Fahrzeuge im Four-Light-Design.[10]

- Van Gerbig: Auf besonderen Wunsch des US-amerikanischen Unternehmers Peter van Gerbig entwickelte H.J. Mulliner außerdem eine Mischform aus dem Four- und dem Six-Light-Design mit schmalen Seitenfenstern in der C-Säule. Diese Version erhielt werksintern die Bezeichnung 7443 Mod. 2; in der Enthusiastenszene hat sich für diese Designvariante allerdings die Bezeichnung Van Gerbig Quarterlights etabliert. H.J. Mulliner baute zwei Exemplare des S1 Continental in Van-Gerbig-Ausführung. Sie war auch späteren Continental-Versionen sowie bei einigen Rolls-Royce-Varianten erhältlich, blieb aber äußerst selten.[11]

#### Continental Special

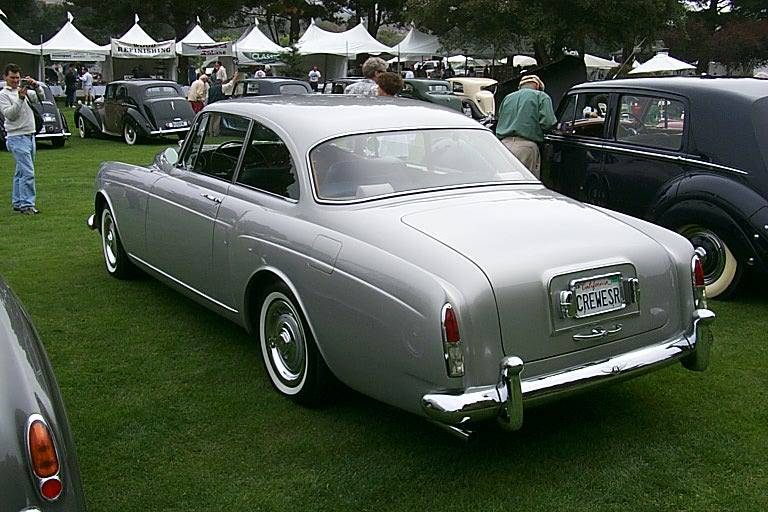
Bentley S1 Continental Special Coupé (baugleiche S2-Version)

Als weitere Abwandlung entstand ab 1958 bei H.J. Mulliner ein zweitüriges Stufenheckcoupé, das als Continental Special vermarktet wurde (Designnummer 7500). Diese Version war als Reaktion auf die Kritik einiger Kunden am geringen Kofferraumvolumen des Sports Saloon entwickelt worden. Die Wagenflanken sind großflächig verglast; der Aufbau hat, ähnlich wie der Flying Spur in der Six-Light-Version eine schmale C-Säule. Die Frontpartie ist zerklüftet mit Abdeckungen über den eigentlichen Kotflügeln, unter den die Standlichter positioniert sind. Auf den hinteren Kotflügeln sind kleine Heckflossen angebracht. Mit diesem Design entstanden neun Fahrzeuge auf S1-Continental-Fahrgestellen.
1959 überarbeitete H.J. Mulliner das Design. Die Frontpartie wurde konventionell gestaltet und dem Flying Spur angeglichen, und am Heck entfielen die Flossen. In dieser Version entsprach das Design weitgehend dem zweitürigen Coupé mit der Designnummer 7407, das H.J. Mulliner bereits seit 1957 für die Standardversion des Bentley S1 im Programm hatte. Auf dem Chassis des S1 Continental wurde es 1959 nur einmal gebaut. Allerdings wurde es ab 1960 zu Mulliners zweitürigem Standarddesign für den S2 Continental, wobei es an die Stelle des nicht mehr fortgeführten Sports Saloon mit Schrägheck trat.

### Park Ward

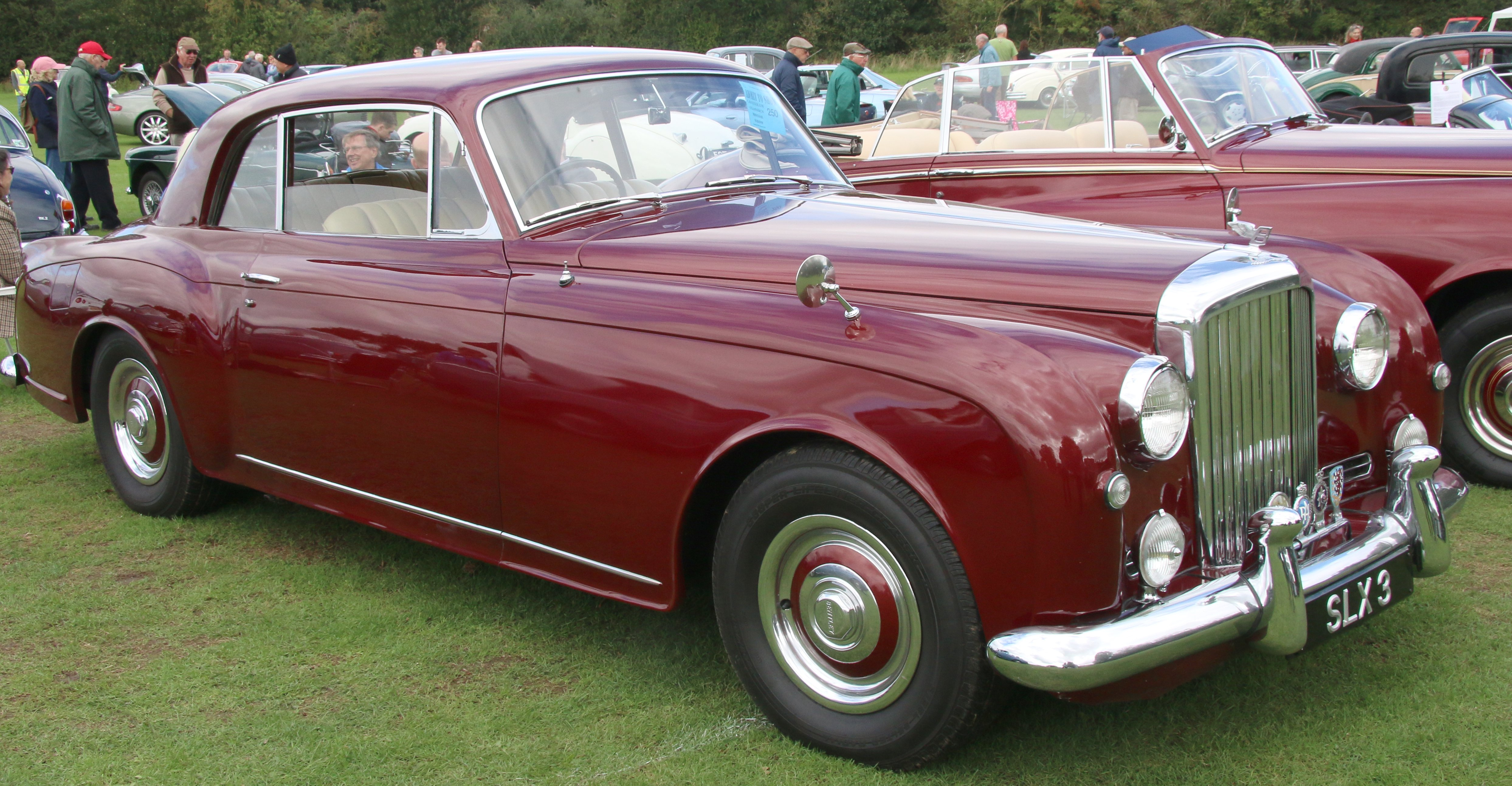
S1 Continental Coupé von Park Ward

John Blatchley, der Chefstilist von Rolls-Royce, entwarf für das S1 Continental-Chassis einen zweitürigen Aufbau mit konventionellem Stufenheck, das von dem seit 1931 zu Rolls-Royce gehörende Karosseriebauunternehmen Park Ward hergestellt wurde. Das Park Ward-Coupé hatte breite Türen, ein kleines hinteres Seitenfenster und eine breite C-Säule. Die hinteren Kotflügel waren wie bei den meisten anderen Versionen auch deutlich ausgeprägt. An der Heckpartie befanden sich kleine Heckflossen und drei übereinander angeordnete runde Rückleuchten. Insgesamt entstanden 39 Exemplare des Park Ward-Coupés.
Von dem Coupé-Entwurf wurde ein offener Zweitürer abgeleitet, der als Park Ward Bentley S1 Continental Drophead Coupé bezeichnet wird. Das Cabriolet entstand in 86 Exemplaren. Es gilt heute als die meistgesuchte und teuerste Version aller S1 Continentals. Im Jahr 2010 erreichten die Park Ward Cabriolets Preise von bis zu 450.000 £.

### James Young
Der im Londoner Stadtteil Bromley ansässige Karosseriehersteller James Young stellte für den S1 Continental einige viertürigen Limousinen her. Das Layout der James Young Flying Spurs entsprach im Allgemeinen dem der Mulliner-Limousinen; in einigen Details aber war das Design unterschiedlich. Das galt vor allem für die Linie des Kofferraums, die größere Rundungen aufwies, und für die Form der Kotflügel. Die Frontpartie hatte weniger Chromschmuck als die Mulliner-Variante und kam der des R-Type Continental nahe. Wie Mulliner, lieferte auch James Young Versionen mit zwei und drei Seitenscheiben. Die James Young Flying Spurs werden vielfach als die attraktivsten viertürigen Modelle der Continental-Serien angesehen. Insgesamt entstanden 22 Fahrzeuge mit Aufbauten von James Young.
Einzelne Continental-Chassis wurden von James Young auch mit einer zweitürigen Saloon-Karosserie versehen. Sie hatten eine breite C-Säule und ein Stufenheck mit angedeuteten Heckflossen.

### Hooper
Hooper fertigte sechs Exemplare einer Limousine mit drei Seitenscheiben, deren Frontpartie und Flanken an die sogenannten Docker-Daimlers erinnerten. Ein besonderes Gestaltungsmerkmal waren überdachte Scheinwerfer. Es fand sich bei den Park Ward-Coupés und -Cabriolets des S2 Continental wieder.

### Graber

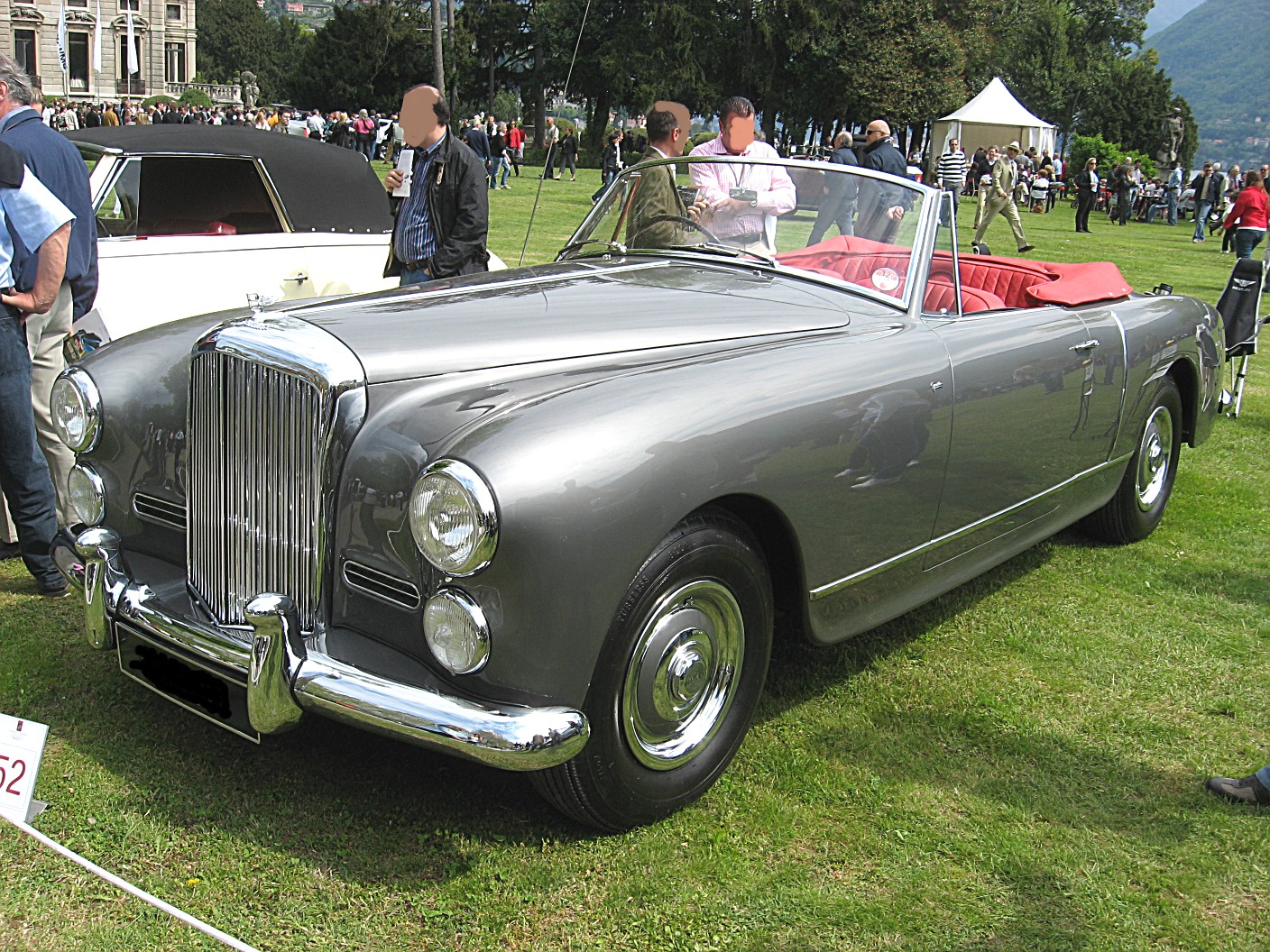
Bentley S1 Continental Convertible von Graber

Das Schweizer Karosseriewerk Graber kleidete einen S1 Continental als viersitziges Cabriolet ein. Die geradlinige Pontonkarosserie erinnerte in ihren Grundzügen an Grabers Entwürfe für die Konkurrenzmarke Alvis, deren Modellpalette Graber durch seine betont schlichten Aufbauten seit Mitte der 1950er-Jahre prägte.

### Weitere Versionen
Mindestens ein Exemplar des Bentley S1 wurde von Freestone & Webb eingekleidet.